# The Secret Life of Walter Mitty (película de 2013)
The Secret Life of Walter Mitty (La vida secreta de Walter Mitty en España, La increíble vida de Walter Mitty en Hispanoamérica) es la segunda adaptación cinematográfica del cuento The Secret Life of Walter Mitty publicado en 1939. Fue dirigida y protagonizada por Ben Stiller como Walter Mitty, y Kristen Wiig. Se estrenó en el Festival de Cine de Nueva York el 5 de octubre de 2013, después se estrenó en los Estados Unidos y  en España el 25 de diciembre de 2013, y en Chile el 23 de enero de 2014. Recibió críticas mixtas de los críticos. Fue filmada en Los Ángeles, Nueva York, Islandia y Groenlandia.

## Argumento

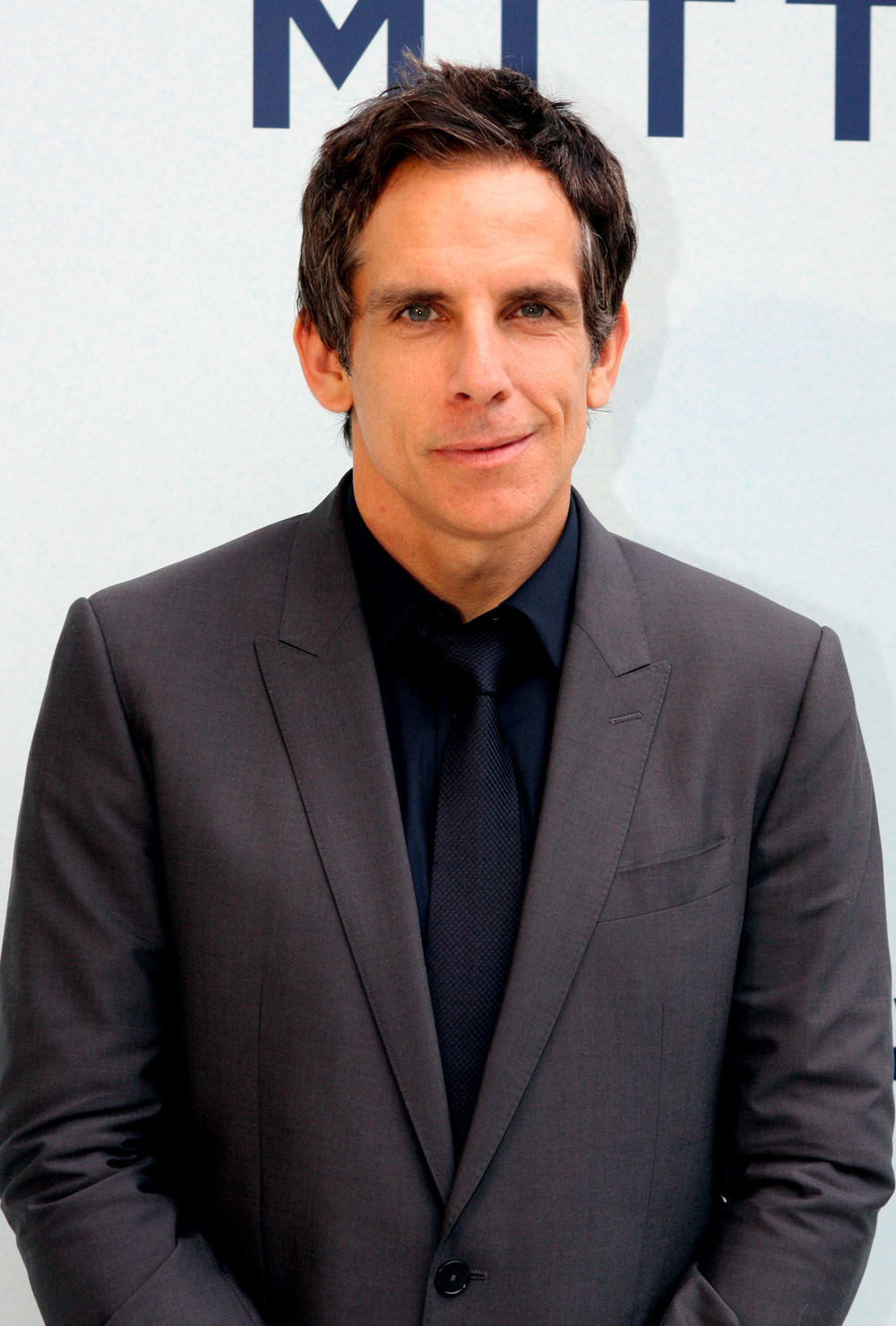
Ben Stiller, interpreta al protagonista Walter Mitty además de ser el director de la película.

La trama principal gira en torno a Walter Mitty, un administrador del departamento de negativos fotográficos de la reconocida revista Life que vive solo en la ciudad de Nueva York, donde pasa sus días en la oficina algo monótonos y aburridos, donde también se revela que de vez en cuando Walter se pone a soñar despierto y comienza a imaginarse escenarios completamente emocionantes y llenos de acción, que raras veces lo hacen divagar de la casi triste realidad en la que vive y además de que está enamorado en secreto de una chica llamada Cheryl Melhoff, que es una compañera de su trabajo.
Un día, a todos en la oficina les informan que la revista va a dejar de ser impresa para volverse un medio digital, y los despidos se convierten en algo habitual. La responsabilidad de la fotografía que irá en la portada final recae sobre Walter, quien debe entregar el negativo número 25 que el reconocido fotógrafo Sean O'Connell le envió por correo.
Los primeros 24 negativos del rollo llegan bien, pero el número 25 en particular no aparece en el paquete. Walter empieza a buscarlo por todas partes, además de tener que enfrentarse con el odioso mánager de transición corporativa llamado Ted Hendricks, quien lleva a cabo el recorte de personal. Usando los otros negativos como pistas y la ayuda de Cheryl, Walter deduce que O'Connell se encuentra en Groenlandia y decide viajar hasta ahí en avión para encontrarlo.
En un bar de Groenlandia, Walter sigue la pista de O'Connell y descubre que, para encontrarlo, debe tomar un helicóptero. Desgraciadamente, el piloto está ebrio, pero ofrece dejar a Walter en el barco donde dejó al fotógrafo. Dada la condición del piloto, Walter decide no viajar, pero luego imagina a Cheryl dándole ánimos y cambia de idea. Tras llegar al barco, Walter encuentra un itinerario de fotografías de Sean.
Walter llega a Islandia, país al que Sean había ido para fotografiar la erupción del volcán Eyjafjallajökull. Para llegar hasta ahí, Walter decide ir en bicicleta, pero en medio del camino se distrae fantaseando con Cheryl y termina estrellándose contra una señal de tránsito. Tras dañar la bicicleta con el choque, Walter se ve forzado a seguir a pie. En un motel cercano, él decide intercambiar con unos niños locales y consigue una Longboard. Walter llega hasta el lugar donde Sean se encontraba, pero solo alcanza a verlo despegar en un avión.
Por su fracaso, Hendricks despide a Walter. Éste se deprime aún más cuando se entera de que también despidieron a Cheryl. Walter deja la Longboard para Richard, el hijo de Cheryl y regresa a su casa, completamente desanimado. En casa de su madre, tira la billetera que le regaló Sean a la basura. Sin embargo, mientras está ahí, descubre una nueva pista. Para su sorpresa, una de las fotos de los negativos que le envió Sean es el borde del piano de su madre. Ella le menciona que O'Connell la visitó. Ya se lo había dicho a Walter, pero él no la había escuchado por haber estado soñando despierto.
Así, Walter encuentra una nueva pista y sigue a Sean hasta Afganistán y lo encuentra en los Himalayas, intentando fotografiar a un raro leopardo de las nieves. O'Connell explica que el negativo faltante está en la billetera que Walter tiró a la basura. En ese instante, se aparece el leopardo, pero Sean decide no fotografiarlo. En cambio, decide vivir el momento, algo que Walter comprende a la perfección.
Finalmente, Walter regresa a su casa y ayuda a su madre a vender el piano. Cuando reciben el cheque por la venta, Walter le revela que ya no tiene su billetera. Su madre, que siempre guarda sus cosas, le entrega la billetera que Sean le envió. La encontró en la basura el día que fue a visitarla. Walter encuentra la foto en el interior y la lleva a Life, donde regaña a Hendricks por tratar tan mal a sus empleados.
Días después, recibendo su liquidación por despido, Walter y Cheryl se reúnen. En un kiosco cercano, observan la portada que salió en la revista. Ésta dice: "Life: ultima edición, dedicada a los trabajadores que la hicieron". La foto número 25 resulta ser una imagen del mismo Walter, sosteniendo la hoja de negativos y buscando el que faltaba. Walter y Cheryl siguen caminando juntos y Walter comenta que piensa volver al rato y comprar una revista.

## Personajes
- Ben Stiller como Walter Mitty, un administrador del archivo de negativos activos en LIFE.
- Kristen Wiig como Cheryl Melhoff, interés amoroso y compañera de trabajo de Walter.
- Shirley MacLaine como Edna Mitty, la madre de Walter.
- Adam Scott como Ted Hendricks, el nuevo jefe de Walter.
- Kathryn Hahn como Odessa Mitty, hermana de Walter.
- Sean Penn como Sean O'Connell, un fotógrafo reconocido y contacto de Walter.
- Patton Oswalt como Todd Maher, un representante del servicio al cliente de eHarmony.
- Ólafur Darri Ólafsson como piloto de Groenlandia.
- Jon Daly como Tim Naughton, uno de los compañeros de trabajo de Walter.
- Terence Bernie Hines como Gary Mannheim, uno de los compañeros de trabajo de Walter.
- Adrián Martínez como Hernando, del suplente y compañero de trabajo de Walter.
- Kai Lennox como Phil Melhoff, el exmarido de Cheryl.

## Doblaje
| Personaje                            | Actor original        | Actor de doblaje · México | Actor de doblaje · España |
| ------------------------------------ | --------------------- | ------------------------- | ------------------------- |
| Walter Mitty                         | Ben Stiller           | Ricardo Tejedo            | Pablo Del Hoyo            |
| Cheryl Melhoff                       | Kristen Wiig          | Kerygma Flores            | Conchi López              |
| Edna Mitty                           | Shirley MacLaine      | Magda Giner               | Lucía Esteban             |
| Ted Hendricks                        | Adam Scott            | José Antonio Macías       | Cholo Moratalla           |
| Odessa Mitty                         | Kathryn Hahn          | Toni Rodríguez            | Inés Blázquez             |
| Sean O'Connell                       | Sean Penn             | Humberto Solórzano        | Salvador Aldeguer         |
| Todd Maher                           | Patton Oswalt         | Moisés Iván Mora          | Rafa Romero               |
| Piloto de Groenlandia                | Ólafur Darri Ólafsson | Gerardo Vásquez           | Pedro Tena                |
| Tim Naughton                         | Jon Daly              | Sergio Gutiérrez Coto     | Miguel Ángel Montero      |
| Don Proctor                          | Paul Fitzgerald       | Manuel Campuzano          | Guillermo Romero          |
| Gerente del Hotel                    | Gunnar Helgason       | Óscar Flores              | Eduardo Bosch             |
| Maestre Barco                        | Ari Matthíasson       | José Arenas               | Alejandro García          |
| Bartender                            | Makka Kleist          | Angelita Villanueva       |                           |
| Capitán del barco                    | Miguel Baez-Olavarria | Pedro D'Aguillón Jr.      |                           |
| Anfitrión del programa de televisión | Conan O'Brien         | Germán Fabregat           | Fernando De Luis          |

## Acogida

### Crítica
La cinta tuvo comentarios mixtos. El sitio Rotten Tomatoes le dio un 50% de respuestas positivas, basándose en las apreciaciones de 152 críticos, con un promedio de 6,1/10. El consenso hallado por el sitio es: "No le falta ambición, pero La vida secreta de Walter Mitty no cumple con sus grandes aspiraciones con suficiente sustancia como para agarrar al espectador." El sitio Metacritic le da a la cinta una aceptación similar, de 54/100, con base en el concepto de 37 críticos, señalando "reseñas regulares". Las audiencias mediadas por CinemaScore le dieron una B+.
Peter Debruge de la revista Variety le criticó a la cinta que no tuviera el humor satírico del original, comparándola con "un largometraje de la propaganda Just Do It" para la audiencia de mediana edad a la que la cinta se dirige. Debruge señala que el guion le resta importancia a la comedia, y que la escena inspirada en El curioso caso de Benjamin Button muestra que la cinta pudo ser más divertida.

## Premios y nominaciones
| Año  | País                      | Festival                            | Categoría                    | Galardonado                     | Resultado |
| ---- | ------------------------- | ----------------------------------- | ---------------------------- | ------------------------------- | --------- |
| 2013 | Bandera de Estados Unidos | Consejo Nacional de Crítica de Cine | Mejores 10 películas del año | La vida secreta de Walter Mitty | Ganadora  |
| 2013 | Bandera de Estados Unidos | Premios Satellite                   | Mejor fotografía             | Stuart Dryburgh                 | Nominada  |
| 2013 | Bandera de Estados Unidos | Premios Satellite                   | Mejor banda sonora           | Theodore Shapiro                | Nominada  |